# Allgemeine Deutsche Zeitung
Die Allgemeine Deutsche Zeitung erschien in Rio de Janeiro von 1874 bis 1889.

## Geschichte
Am 1. Januar 1874 erschien die erste Ausgabe der Allgemeinen Deutschen Zeitung für Brasilien durch Richard Matthes. Sie war die einzige deutschsprachige Zeitung in Brasilien in dieser Zeit, die in einer Großstadtregion erschien, während die anderen in ländlichen Kolonistengegenden herausgegeben wurden. Die Allgemeine Deutsche Zeitung  berichtete in ihren Leitartikeln vor allem über die Situation und Geschichte der deutschen Kolonisten in Brasilien, außerdem enthielt sie Nachrichten aus dem Ausland und aus den Provinzen, vermischte Mitteilungen, ein Feuilleton mit einem Fortsetzungsroman und  viele Anzeigen.
Die Zeitung vertrat in den ersten Ausgaben eine sehr harte Einstellung für die Zwangsarbeit von Schwarzen, wahrscheinlich blieb diese Grundhaltung auch später bestehen.
1884 wechselte sie ihre Bezeichnung zu Deutsch-Brasilische Warte, 1886 dann zu Allgemeine Deutsche Zeitung. 1889 wurde das Erscheinen eingestellt.
Leitende Redakteure
(vollständige Übersicht)
- Richard Matthes, 1874–um 1875
- H. A. Gruber, um 1875–?, ein Schweizer
- Robert Rogall
- Fernando Schmid, 1884–1886
- Julius Curtius, 1886–1889